# Le Secret de Polichinelle (film, 1936)
Pour les articles homonymes, voir Le Secret de Polichinelle.
Pour plus de détails, voir Fiche technique et Distribution.
Le Secret de Polichinelle est un film français réalisé par André Berthomieu, sorti en 1936.
Il s'agit de l'adaptation de la pièce de théâtre éponyme de Pierre Wolff.

## Fiche technique
- Titre : Le Secret de Polichinelle
- Réalisation : André Berthomieu assisté d'André Zwobada
- Scénario et dialogues : Charles Spaak, d'après la pièce de théâtre éponyme de Pierre Wolff (1903)
- Photographie : Georges Benoît, Alain Douarinou et Pierre Dolley
- Montage : Marthe Poncin
- Musique : Marcel Lattès
- Décors : Jean Douarinou
- Producteur : Roger Richebé
- Directeur de production : Pierre Schwab
- Société de production : Les Films Roger Richebé
- Pays de production :  France
- Format : Noir et blanc - 35 mm - 1,37:1 - Mono
- Genre : Comédie dramatique
- Date de sortie :
  - France : 7 février 1936

## Distribution
- Raimu : Monsieur Jouvenel, un père qui apprend un jour que son fils a une maîtresse et un enfant, et croit que sa femme n'est pas au courant
- Françoise Rosay : Madame Jouvenel, sa femme qui, elle aussi, se croit seule dans la confidence
- André Alerme : Monsieur Trévoux
- Janine Crispin : Marie
- Bernard Lancret : Henri Jouvenel, le fils des Jouvenel, qui a une maîtresse et un petit garçon
- Alain Michel : Robert Jouvenel, son petit garçon de cinq ans
- Gaston Dubosc
- Jean Diener
- Made Siamé
- Vincent Hyspa
- André Siméon
- Ginette Darey
- Jeanne de Fava
- Gaston Secrétan
- Gabrielle Fontan : la servante de M. Trévoux (non créditée)